# Parafia Wniebowzięcia Najświętszej Maryi Panny w Lutczy
Parafia Wniebowzięcia Najświętszej Maryi Panny w Lutczy – parafia rzymskokatolicka znajdująca się w diecezji rzeszowskiej w dekanacie Czudec.
Parafia została erygowana w 1442 roku. Drewniany kościół wybudowany w II połowie XV w. zachował się do dziś i pełni rolę kościoła filialnego. Nowy murowany kościół wybudowano w latach 1957-63, a jego  konsekracji pod wezwaniem Wniebowzięcia NMP i św. Józefa Oblubieńca NMP dokonał bp Stanisław Jakiel w dniu 18.08.1963 r. 

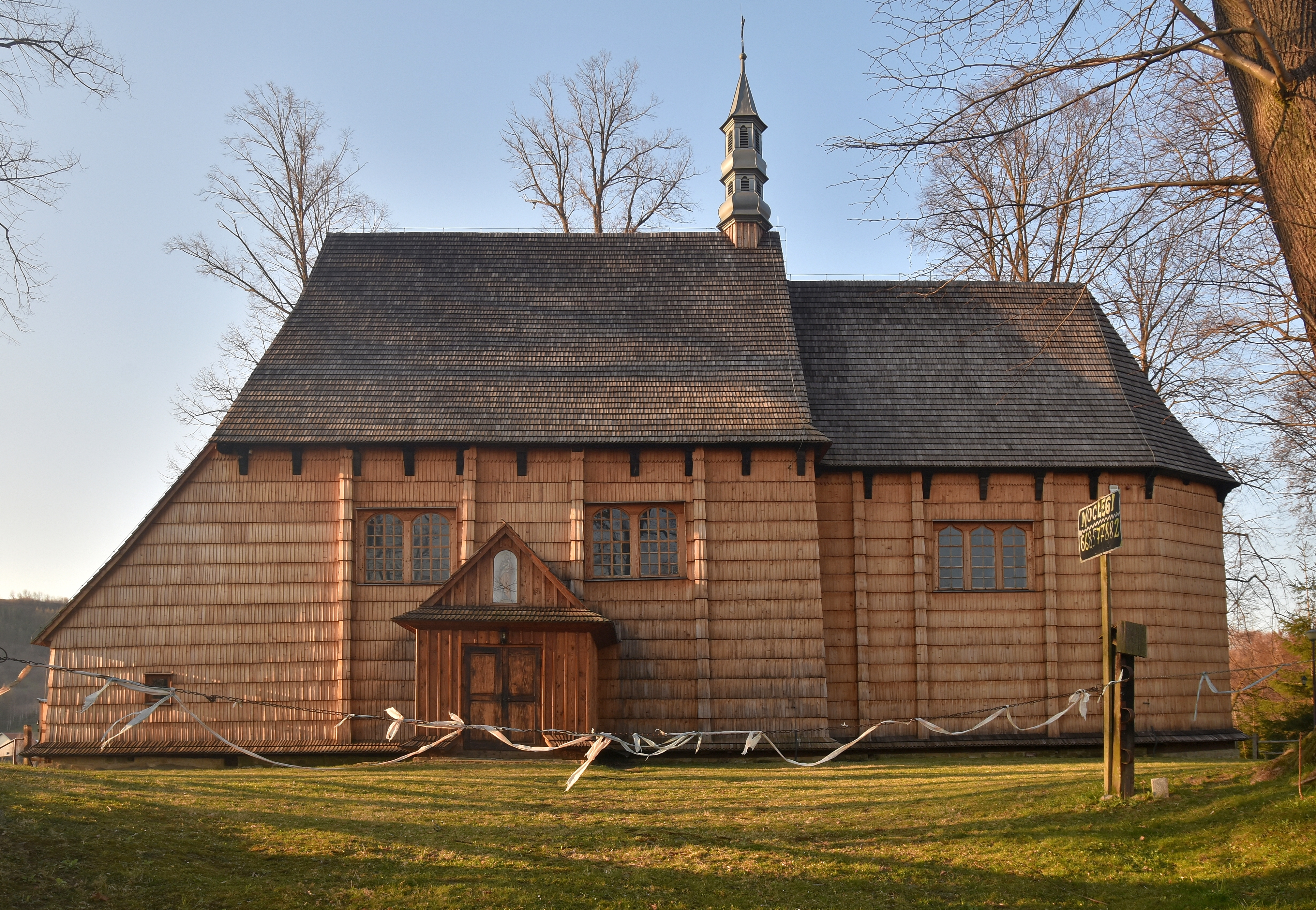
Drewniany kościół filialny w Lutczy